# Hotelværelse Nr. 13
Hotelværelse Nr. 13 er en dansk stumfilm fra 1915 med ukendt instruktør.

## Handling
Denne artikel mangler et handlingsreferat. Hjælp os med at skrive det.

## Medvirkende
- Gustav Helios - Storforbryderen Barton
- Einar Rosenbaum - Gill, Bartons medhjælper
- Rigmor Nathansen
- Ernst Ottesen
- Oscar Nielsen